# Let Me Love You (canção de Ariana Grande)
"Let Me Love You" é uma canção da artista musical norte-americana Ariana Grande. Conta com a participação do rapper compatriota Lil Wayne e foi lançada como segundo single promocional do álbum Dangerous Woman em 18 de abril de 2016.

## Recepção da crítica
Andrew Unterberger, da revista Spin, declarou que a canção "não é completamente irresistível, mas é levemente sedutora". Carolyn Menyes, do Music Times, disse que a canção "pode perder a espécie de refrão ardente que ajudou no sucesso de um hit de temática semelhante de Grande, "Love Me Harder", um sucesso tão grande, mas desliza perfeitamente com as ofertas suaves, Grande mostrou tão distante do comum para este ser seu álbum mais maduro até à data."

## Desempenho nas paradas musicais
| Tabela musical (2016)                    | Melhor posição |
| ---------------------------------------- | -------------- |
| Austrália (ARIA)                         | 88             |
| Escócia (Scottish Singles Chart)         | 86             |
| Coreia do Sul (Gaon International Chart) | 39             |
| Reino Unido (Official Charts Company)    | 180            |
| Estados Unidos (Billboard Hot 100)       | 99             |

## Certificações
| País    | Certificador | Certificações | Vendas |
| ------- | ------------ | ------------- | ------ |
| Polónia | ZPAV         | Ouro          | 10,000 |